# 科丘貝伊夫卡 (別里斯拉夫區)
47°29′50″N 33°12′37″E / 47.49722°N 33.21028°E

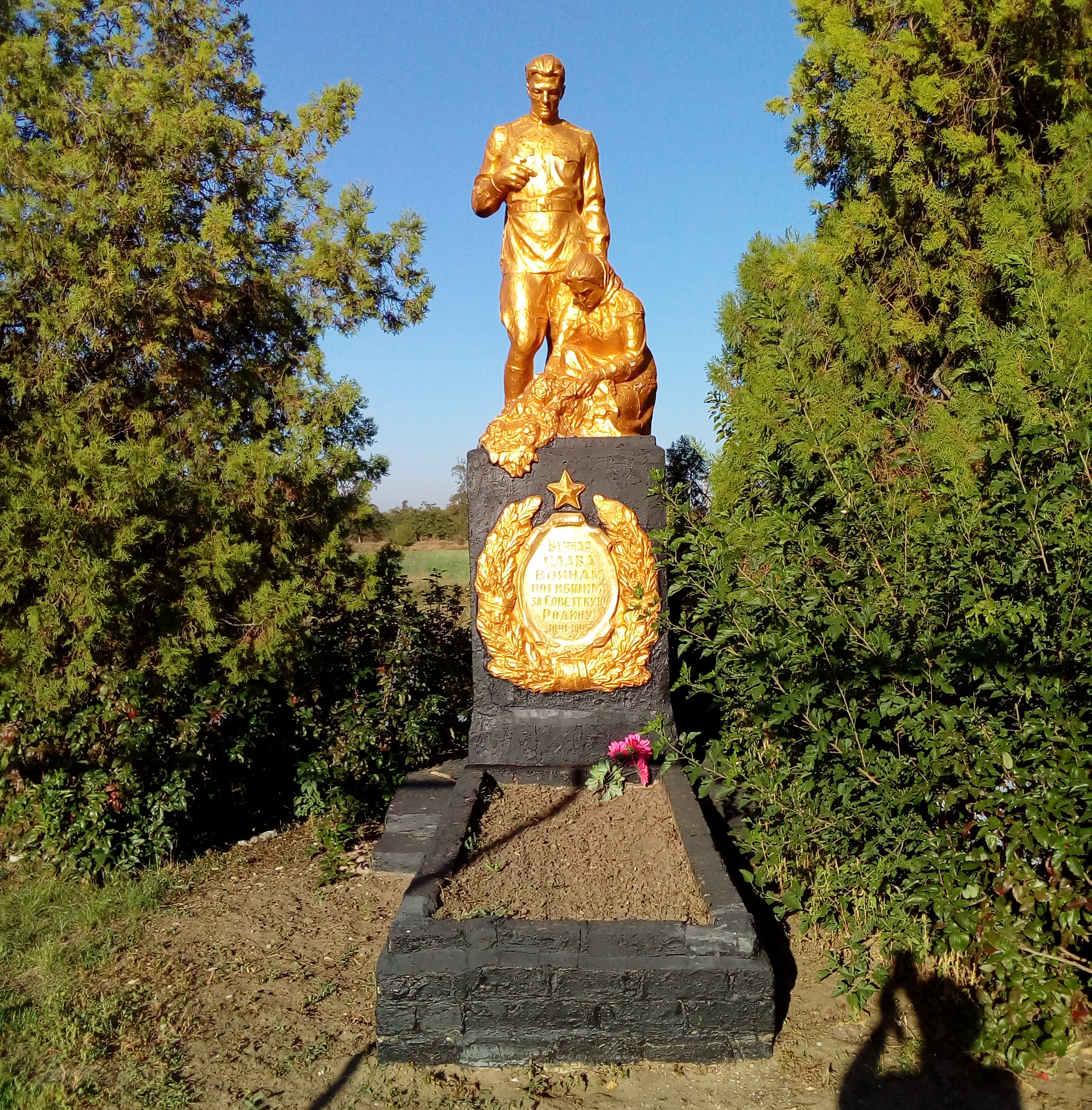
苏联红军烈士墓

科丘貝伊夫卡（烏克蘭語：Кочубеївка），是烏克蘭南部赫爾松州别里斯拉夫区科丘貝伊夫卡市镇内的村落及其行政中心。該村面積10平方公里，海拔高度81米，2001年人口737，人口密度每平方公里73.5人。